# クタルミシュ・イブン・アルスラーン・イスラーイール
クタルミシュ・イブン・アルスラーン・イスラーイール（? - 1063年11月）は、ルーム・セルジューク朝の一族。子にルーム・セルジューク朝を創始したスライマーン・イブン＝クタルミシュがいる。
父はアルスラーン・イスラーイール・イブン・セルジュークで、セルジューク朝の始祖であるトゥグリル・ベグの従兄弟にあたる。1032年頃に父が死去したため、跡を継いだ。トゥグリル・ベグの西アジア進出に協力した。1063年にトゥグリル・ベグが嗣子無く死去すると、後継の地位を望んで跡継ぎであったアルプ・アルスラーンと対立した。1063年11月にデヘ・ナマクの戦いで大敗し、逃走中に殺害された。